# HTC Desire
HTC Desire (nombre en código Bravo) es un smartphone desarrollado por HTC, anunciado el 16 de febrero de 2010 y lanzado a Europa y Australia en el segundo trimestre del mismo año. Ejecuta el sistema operativo Android, versión 2.2 "Froyo". Internamente tiene un gran parecido al Nexus One, pero se diferencian en algunos aspectos.

## Hardware

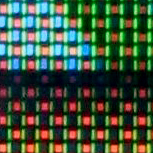
Pantalla AMOLED

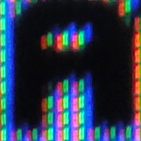
Pantalla SLCD

El teléfono es alimentado por un procesador 1 GHz ARM v7 "Snapdragon", incluye una cámara de 5 megapíxeles con enfoque automático y un trackpad óptico,  fue uno de los primeros dispositivos en presentar una gran pantalla AMOLED a todo color.
Durante la Q2 a finales de 2010, HTC tomó la decisión de cambiar la pantalla del Desire por un panel "Super LCD" de Sony. Aunque esto fue provocado por una grave escasez de suministro del panel AMOLED, la nueva pantalla mejora enormemente la legibilidad del texto debido a su mejor resolución, una de las pocas quejas que las personas tenían con el modelo original del Desire.
En comparación con la pantalla AMOLED de originales, la pantalla SLCD tiene ciertas ventajas, entre las que se encuentran: una reproducción del color más precisa, menor susceptibilidad al efecto burn-in (desgaste de los píxeles luminosos), similar brillo máximo y un ángulo de visión mejorado, aunque como defecto, tiene menor contraste.
Con la nueva pantalla SLCD se alegó que la eficiencia energética sería similar o mejor en comparación con la pantalla AMOLED original, sin embargo, esto ha demostrado no ser siempre el caso porque con la capacidad de apagar completamente los píxeles de la AMOLED, los píxeles de color negro u oscuro utilizan muy poca energía. Sin embargo, en situaciones en las que en la pantalla predominan los blancos (como cuando se ven muchas páginas web), la pantalla AMOLED consume más energía.
El hardware es capaz de grabar vídeo de alta definición (720p) y reproducirlo.

## Software
El Desire fue montado en Android 2.1. HTC hizo la actualización a Android 2.2 (Nombre en código: Froyo) que estuvo disponible en las siguientes fechas:
- Europa: 1 de agosto de 2010[2]
- SE Asia: 30 de agosto de 2010[3]
- India: 1 de septiembre de 2010[cita requerida]
- Japón: 8 de octubre de 2010[4]
- EU: 8 de febrero de 2011[cita requerida]

HTC ha lanzado una actualización del software para mejorar el Desire a Android 2.3 (Gingerbread). Originalmente planeaban hacerlo en junio de 2011. no obstante, el 14 de junio de 2011, HTC anunció vía Facebook que no habría actualización para el HTC Desire a "Gingerbread". Esto es porque el HTC estaba imposibilitado para usar Gingerbread" y HTC Sense al mismo tiempo en la partición de 250 MB de la memoria del sistema del teléfono. De cualquier forma, el 15 de julio, a menos de 24 horas de declarar la imposibilidad de actualizar a "Gingerbread", publicaron una declaración anunciando que el Desire recibiría el "Gingerbread" después de todo, pero con la posibilidad de que algunas aplicaciones fueran eliminadas. Finalmente la actualización fue lanzada a través de la web de descargas de HTC y no está disponible como una actualización "over-the-air".

## Disponibilidad
-En los Estados Unidos, el dispositivo está disponible en: Alltel, U.S. Cellular, Cellular South, Cox Wireless, nTelos Wireless]], Cellcom, y United Wireless en el sudoeste de Kansas.
-En Canadá, el dispositivo fue lanzado por Telus Mobility el 6 de agosto de 2010.
-En Europa, los portadores son Elisa en Finlandia, Vodafone en el Reino Unido, Vodafone Ireland, Meteor Irl, BT Broadband Anywhere, T-Mobile UK, O2, Orange UK, 3, y Virgin Mobile en el Reino Unido.
-En Australia, es exclusivamente por Telstra.
-En Japón, Softbank Mobile comenzó las ventas en abril.
-En Turquía, Vodafone comenzó las ventas a finales de noviembre de 2010.
-En Corea del Sur, SK Telecom empezó a vender en mayo de 2010.
-En Singapur, el lanzamiento oficial fue el 14 de mayo de 2010, y el teléfono ha sido vendido subsiguientemente por todas las compañías.
-En China, HTC lanzó sus cuatro teléfonos inteligentes insignias incluyendo el Desire el 27 de julio de 2010. A diferencia de los otros mercados, el dispositivo contenía el Android 2.2 ("Froyo").
A muchas de las redes telefónicas del Reino Unido les fue imposible abarcar la demanda; Virgin Mobile, Vodafone, 3, T-Mobile y Orange son algunas de las compañías que tuvieron una demanda muy elevada.
-En la India, HTC y TATA DOCOMO, anunciaron un acuerdo para lanzar el HTC Desire en la India el 16 de agosto de 2010.
-En Argentina, Telecom Personal, Claro y Movistar anunciaron su lanzamiento a finales del 2011.

## Comparación con Nexus One
El Desire internamente tiene un gran parecido al Nexus One. Las diferencias encontradas en el Desire son:
- Una carcasa diferente
- Trackpad óptico en lugar de la trackball
- Botones físicos en lugar de botones de táctiles (capacitivos)
- Radio FM (La Radio en el Nexus One está deshabilitada de fábrica, pero puede ser habilitada mediante una ROM cocinada)
- No tiene un segundo micrófono para mejora la reducción de ruido
- No tiene conectores dock, en falta se usa el micro-USB
- 576 MB DRAM en lugar de 512 MB DRAM
- Doble banda HSPA/WCDMA: 900/2100, 850/2100 u 850/1900 MHz en dependencia del vendedor[26] a diferencia de las tres bandas 850/1900/2100.
- Interfaz HTC Sense (el Nexus One utiliza Android puro sin interfaz)
- Todas las actualizaciones y soporte traídos por HTC que parcialmente llegan a través de Google

Por una gran similitud al Nexus One, el Desire goza de una muy activa comunidad de diseñadores. El Desire subforum es uno de los más activos en xda-developers, y notablemente CyanogenMod está disponible para el dispositivo.

## Recepción
El HTC Desire ha recibido críticas extremadamente positivas. CNET UK revisó el teléfono el 29 de marzo de 2010 y le otorgó al teléfono 9.2/10. TechRadar le otorgó 5 estrellas de 5 disponibles y declaró: "En breve, este es un teléfono fenomenal, uno de los mejores que hemos tenido nunca."
De la lista de TechRadar de 'los 15 mejores teléfonos del mundo', Es simplemente el mejor por mucho: "Es como un Nexus One solo que mejor. Por esta razón, el HTC Desire ha entrado en los 10 mejores como el número uno, y el Google Nexus One se ha caído por completo. Es el más duro."

## Galería

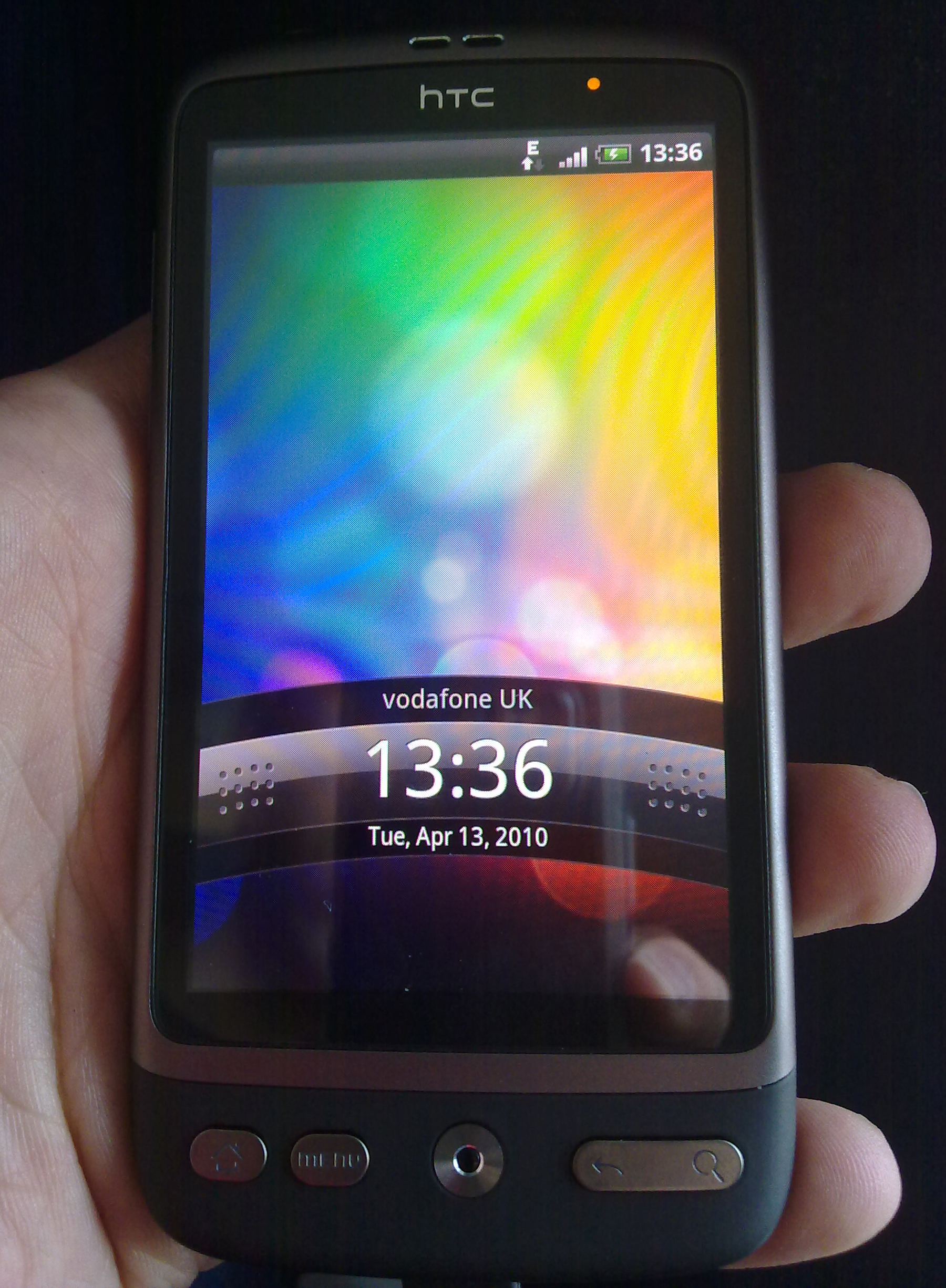
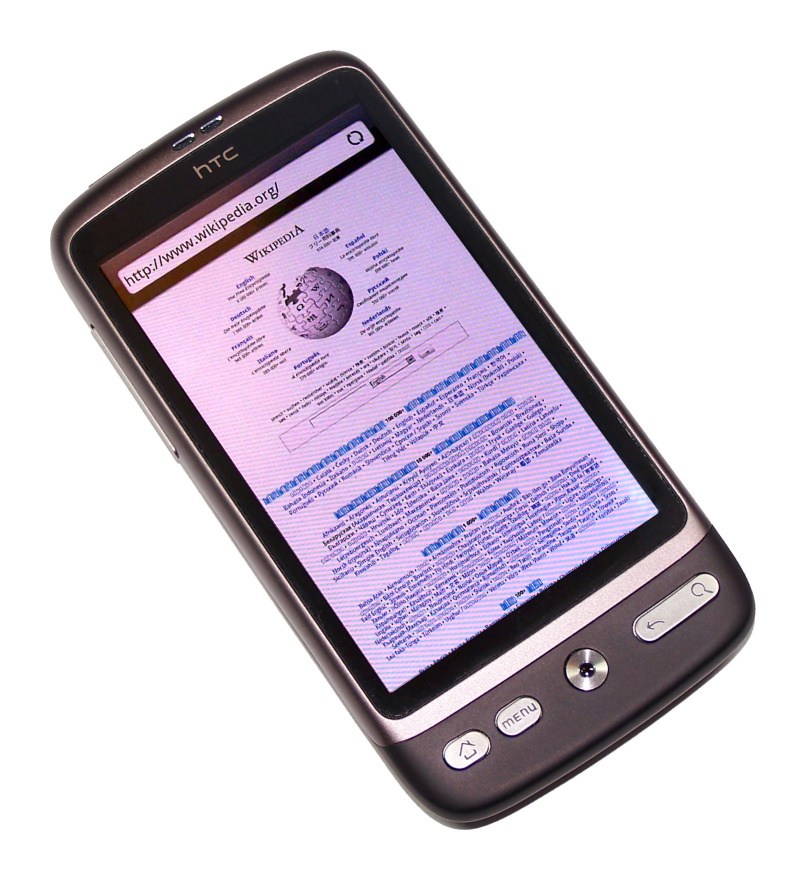
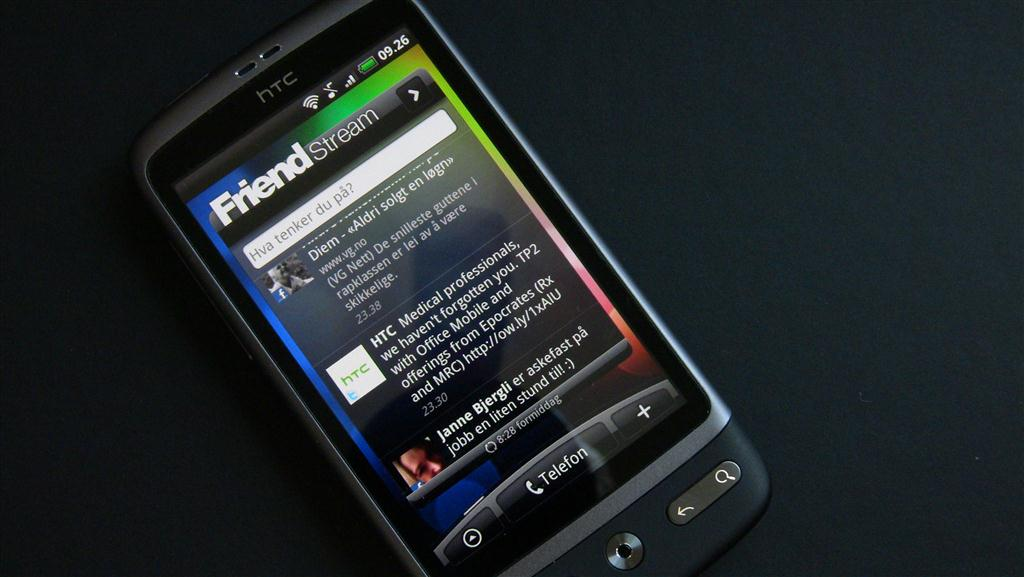

- Wikimedia Commons alberga una categoría multimedia sobre HTC Desire.